# خویدوده
خویدوده (در زبان اوستایی: xᵛaētuuadaθa، خوئیتودات، «ازدواج درون خانواده»)، به ازدواج میان خویشاوندان نزدیک — مانند پدر و دختر، مادر و پسر، یا برادر و خواهر — اشاره دارد. با این حال، معنا و کارکرد دقیق این اصطلاح در زبان اوستایی همچنان نامشخص باقی مانده است. این مقاله به مفهوم خویدوده و همچنین ازدواج‌های نزدیک در تاریخ ایران می‌پردازد.
اهتمام در پاکی نسب و خون خانواده یکی از صفات بارز جامعه ایرانی به‌شمار می‌رفت، تا به حدی که ازدواج با محارم را جایز می‌شمردند. با اینکه اولین کاربرد این واژه در اوستا است معنا و کارکرد دقیق این اصطلاح در زبان اوستایی نامشخص باقی مانده است. در برخی متن‌های دینیِ زرتشتی، خویدوده سودمندترین و مقدس‌ترین شکل رابطه دانسته شده است. به نظر می‌رسد مقام‌های دینی تا حدودی از بیزاری غریزی نسبت به رابطه با محارم یا اجتناب خویش‌آمیزی درک داشته‌اند، و کوشیده‌اند تا دور از ذهن‌ترین شکل ارتباط‌ها را با بالاترین درجات تقوا و پایبندی دینی پیوند دهند؛ بنابراین، به نظر می‌رسد که خویدوده عمداً برای اجبار پیروان در تلاش برای تعلق به درون گروه و مقابله و غلبه بر غرایز خود طراحی شده است. وجود اعتراض‌های واضح در برابر تشویق چنین ازدواج‌هایی این اندیشه را پیش می‌آورد که این گونه ازدواج‌ها از ابتدا در قانون و عرف زرتشتی سابقه نداشته است.
خاستگاه این رسم در ایران باستان چندان روشن نیست. برخلاف مصر که منابع اسنادی قابل اتکایی در این زمینه وجود دارد، برای ایران تنها ارجاعات ادبی در دست است. مفصل‌ترین منابع به ستایش این عمل پرداخته‌اند، در حالی‌که شواهد تاریخی یا ثبت‌های حقوقی کمی از نمونه‌های واقعی آن باقی مانده‌اند.
اولین ارجاعات یونانی به زنای با محارم غیرسلطنتی، مواردی است که از خانتوس نقل شده است که مغان (بدون مشخص کردن دین) با مادران، دختران و خواهران خود رابطه جنسی دارند. هرودوت اشاره می‌کند که کمبوجیه دوم با دو خواهرش تنی و ناتنی ازدواج کرد.
در دورهٔ اسلامی، با توقف حمایت حکومتی از دین زرتشتی و افزایش جمعیت مسلمان، زرتشتیان با خطر انحلال اجتماعی مواجه شدند. در چنین شرایطی، خویدوده می‌توانست ابزار حفظ ثروت و هویت دینی در چارچوب خانواده باشد. اما این رسم، با گذر زمان کنار گذاشته شد و در میان زرتشتیان امروزی نیز موضوعی حساس و ناخوشایند تلقی می‌شود.

## ریشه واژه
در نوشتار اوستایی نو، «خوئیتودات» به‌صورت اسم‌های xᵛaētuuadaθa (مذکر) و xᵛaētuuadaiθī (مؤنث) و صفت‌های xᵛaētuuadaθa (مذکر) و xᵛaētuuadaθā (مؤنث) یافت می‌شود.
بنا بر گفته ایرانشناس نروژی، پرودس اکتور شروو، به نظر می‌رسد بخش اول این ترکیب «خویتو» به معنای «خانواده» (یا مفهومی مشابه) باشد که عموماً مشتق از خوی به معنای «خود» با پسوند ـتوـ  پنداشته می‌شود، گرچه این برداشت کاملاً هم بی‌اشکال نیست. بخش دوم، «دوده» امروزه عموماً مشتق از فعل ـوده (از *ودـ) به مفهوم «منجرشونده به ازدواج» دانسته می‌شود، که با ریشه‌های مشابه در دیگر زبان‌های ایرانی و زبان‌های هندواروپایی که به «ازدواج یا شریک ازدواج» اشاره می‌کنند مرتبط است. این ریشه‌شناسی را نخستین بار کارل فریدریش گلدنر مطرح کرد، امیل بنونیست و کریستین بارتولومه آن را پذیرفتند و سپس به باور رایج بین دانشوران غربی شد.

## معنی و تعریف
خویدوده به «ازدواج درون خانواده» معنی می‌شود. مصرشناس دانمارکی پل جان فراندسن در کتاب ازدواج با خویشاوندان نزدیک در مصر و ایران باستان: بررسی شواهد می‌نویسد که بهتر است اصطلاح «خویدوده» را «ازدواج با خویشاوند نزدیک» ترجمه کرد و نه «محارم».
به گفتهٔ مورخ اتریشی والتر شیدل حدود شصت گزارش از ازدواج‌های نزدیک میان ایرانیان، در متون یونانی-رومی، ارمنی، عربی، و حتی در منابع هندی، تبتی و چینی، از قرن پنجم پیش از میلاد به بعد ثبت شده است. قدیمی‌ترین اشاره در جهان ایرانی به اصطلاح «ختودت» («خویدوده»)، در یسنا (هات ۱۲، قطعه ۹)، متعلق به دوره‌ای پس از قرن ششم پیش از میلاد، دیده می‌شود؛ هرچند در این متن تعریف روشنی از ماهیت آن ارائه نشده است. مجموع این شواهد نشان می‌دهد که پیوندهای نزدیک در میان ایرانیان طی قرون متمادی به‌واقع وجود داشته است. با این حال، ادعاهای خارجی مبنی بر این‌که همهٔ ایرانیان (زرتشتیان) درگیر این نوع ازدواج‌ها بوده‌اند، مانند ادعای غیرواقعی چندهمسری عمومی، ارزش چندانی ندارد.: 325 
اینکه منظور از «خویدوده» / «خویتو ودثه»، ازدواج با خویشان نزدیک مانند عموزادگان بوده است یا ازدواج با محارم مانند خواهر و مادر محل مناقشهٔ پژوهشگران است.
مفهوم این اصطلاح در متون اوستایی از سیاق و مضامین آن مشخص نیست.
در گاتاها، که سرودهٔ خود زرتشت است، واژه «خویتو»، یعنی خود/خویش، مذکور است اما از «خویتو ودثه» ذکری نیست.
«خویدوده» در متون زرتشتی به زبان فارسی میانه در دوران ساسانی، به پیوند زناشویی بین پدر و دختر، مادر و پسر، یا برادر و خواهر اشاره دارد و یکی از مقدس‌ترین اعمال دانسته شده است.

## منشأ
به باور تورج دریایی، نظر به اینکه ازدواج با محارم در بین دیگر اقوام هند و اروپایی مشاهده نشده است، یافتن منشأ این نوع ازدواج در ایران دشوار است. از آنجا که تمدن ایلام یکی از مهم‌ترین تمدن‌های تأثیرگذار بر ایرانیان بوده است و ازدواج خواهر-برادر در بین اعضای خانواده پادشاهی ایلام مرسوم بوده، ممکن است خانواده شاهی هخامنشیان این سنت را از آیین ایلامیان اقتباس کرده باشد.
به نوشتهٔ پل جان فراندسن، این امر که ایرانیان این رسم را از تمدن‌های باستانی دیگر گرفته باشند قطعی نیست و این احتمال وجود دارد که رسم ازدواج نزدیک، در اصل از خود ایرانیان بوده باشد.
رسم ازدواج با محارم به صورت موازی و همسو در ایران و مصر شکل گرفت، به این صورت که در مصر عملی سلطنتی بود که میان توده‌های مردم نیز رایج شد، اما در ایران به واسطهٔ مذهب عمل به آن مباح شد.

## طبقه‌بندی

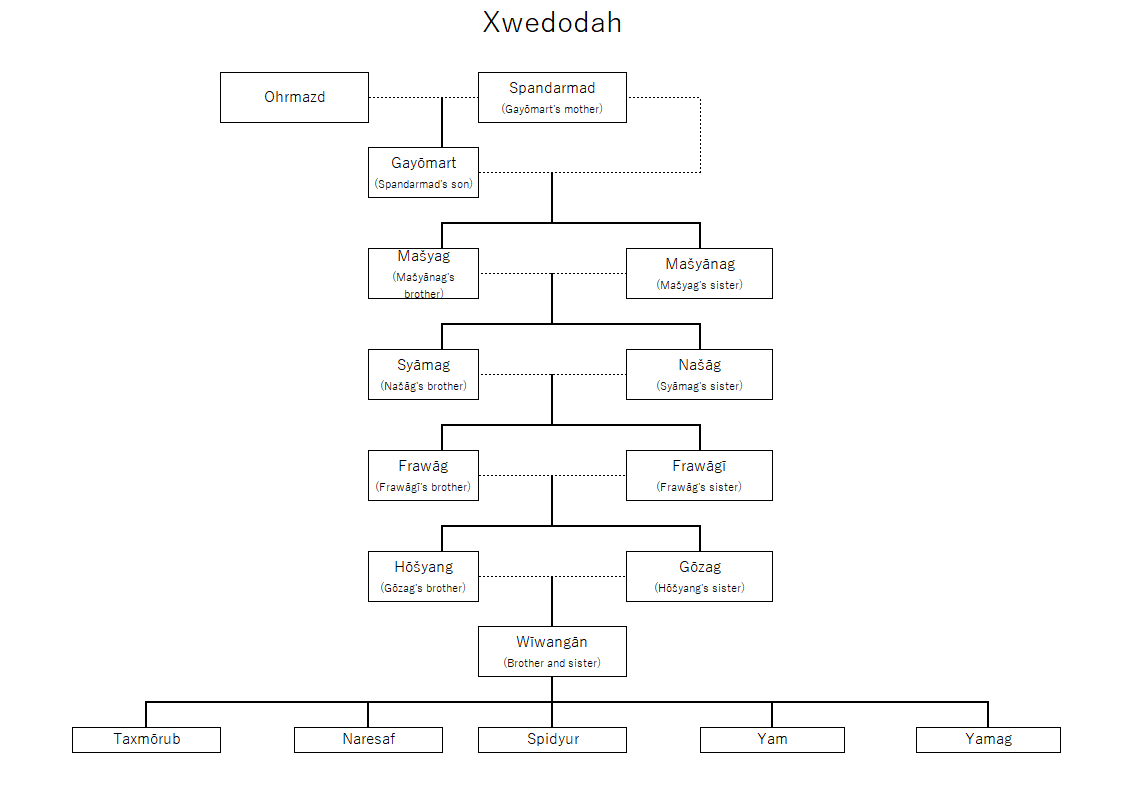
ازدواج مشی و مشیانه

### در اسطوره
والتر شیدل در مقاله «ازدواج خواهر و برادر و فرزندان و والدین در جوامع پیشامدرن» می‌نویسد که در تمامی جوامع، سنت‌های اساطیری یک استثنای اصلی در ازدواج با محارم هستند: خدایان نخستین و شخصیت‌های بنیان‌گذار بشری غالباً درگیر در روابط با محارم توصیف شده‌اند، چه از روی اجبار (در نبود شریکان غیرخویشاوند) و چه برای برجسته ساختن موقعیت مافوق‌بشری آنان.: ۳۴ 
منشأ اسطوره‌ای در مزدیسنا
روحانیون زرتشتی با بهره‌گیری از داستان آفرینش انسان از دیدگاه زرتشتی، کوشیدند تا ازدواج میان خواهر و برادر را توجیه کنند و آن را کنشی شایسته جلوه دهند. در داستان نخستین خویدوده، مشی و مشیانه (اولین خواهر و برادر) فرزندان نخستین انسان، گیومرث، معرفی شده‌اند. متن دینی در ادامه توضیح می‌دهد که فرزندان بسیاری از این دو به دنیا آمدند و خواهران و برادران با یکدیگر ازدواج کردند و تمامی انسان‌هایی که تاکنون بوده‌اند، هستند، و خواهند بود، حاصل خویدوده هستند.

### در خاندان‌های سلطنتی و حاکم
در تعدادی از جوامع  پیشامدرن، روابطی از این دست در انحصار پادشاهان بود و برای مردم عادی ممنوع و به‌شدت با سنت‌های اساطیری محارم الهی مرتبط بود. روابط زناشویی حاکمان با خویشاوندان نزدیک برای اهداف سیاسی انجام می‌شد و می‌توانست با جفت‌گیری چندهمسری غیر فامیلی تکمیل شود. در برخی جوامع، گاه اعمال زنا با محارم به منظور بهره‌مندی از پیامدهای ماوراء طبیعی فرضی آنها انجام می‌شد. در هر دو سناریو، حاکمان مطلق و دیگر افراد ممتاز به عنوان تخطی عمدی از هنجارهای جهانی به منظور تأکید بر ماهیت خارق‌العاده و غالباً خداگونه خود، با مادران، خواهران و دختران خود روابط زناشویی برقرار کرده‌اند. شواهدی از این‌گونه روابط در تمدن‌های گوناگونی در سراسر جهان به چشم می‌خورد. قدیمی‌ترین شواهد باقی‌مانده در این مورد از مصر به دست آمده است و به هزاره سوم قبل از میلاد می‌رسد. موارد دیگر شامل سلسله‌های مختلف باستانی خاور نزدیک و خاور میانه، اینکاهای متاخر در پرو، حاکمان میکستک در مکزیک، رؤسای قبایل هاوایی پیش از ارتباط این منطقه با دیگر کشورها، ایلامیان و فرمانروایان فنیقیه نیز مستند است. حتی در برخی مناطق شرق آفریقا، تا حدود یک قرن پیش نشانه‌هایی از آن به چشم می‌خورد.: ۳۴ 
دلایل چنین رفتارهایی متفاوت بوده‌اند. در تمدن‌هایی مانند مصر و امپراتوری اینکا، تعالی و تقدس پادشاه به‌گونه‌ای بود که ازدواج با خواهر یا دختر، بخشی از تقویت جایگاه نیمه‌الهی او تلقی می‌شد. در سوی دیگر، مانند دودمان بطلمیوسی در مصر هلنیستی، انگیزه‌هایی نظیر انزوای خانوادهٔ سلطنتی و جلوگیری از ورود رقبای سیاسی به درون خاندان حاکم، احتمالاً نقش مهم‌تری ایفا می‌کردند. با وجود این، نمی‌توان یک عامل منفرد را برای توجیه همه نمونه‌ها کافی دانست؛ بلکه هر جامعه، بافت فرهنگی و ساختار قدرت خاص خود را در شکل‌گیری این رسوم دخیل داشته است.: ۳۴ 

#### در ایران
در ایران باستان ازدواج بین اعضای خانواده، از جمله خواهر و برادر ناتنی، خواهرزاده و برادرزاده و دختر و پسرعموها اتفاق افتاده است، این نوع از ازدواج در این برهه از تاریخ به عنوان ازدواج با محارم تلقی نمی‌شد.
در دورهٔ هخامنشی، منابع یونانی گزارش‌هایی دربارهٔ ازدواج‌های سلطنتی با خواهران ارائه می‌دهند. برای نمونه، هرودوت روایت کرده است که کمبوجیه دوم با خواهرش آتوسا و یک خواهر دیگر تنی دیگر (که هرودت نام او را ذکر نکرده) ازدواج کرد. با این حال، همان‌گونه که جوآن ام. بیگوود در مقالهٔ «ازدواج با محارم در ایران هخامنشی: اسطوره‌ها و واقعیت‌ها» اشاره می‌کند، این ادعا نه‌تنها مبهم است، بلکه هیچ‌گاه به‌صراحت بیان نشده که آتوسا خواهر تنی کمبوجیه بوده باشد. کتزیاس نیز از رکسانا بدون ذکر اصل و نسب به عنوان یکی از زنان کمبوجیه نام برده است. نویسندگان یونانی متأخر این دو روایت را ترکیب کرده و مدعی شده‌اند که کمبوجیه با دو خواهر تنی خود ازدواج کرده است. 
هرودوت با صراحت بیان می‌کند که پیش از کمبوجیه دوم،  با خواهر در میان ایرانیان معمول نبوده است. حتی اگر ازدواج‌های گزارش‌شده با خواهران ناتنی صورت گرفته باشد، چنین روابطی تفاوت چندانی با الگوهای رایج ازدواج در میان اشراف یونانی و مقدونی نداشته است. در ایران، به گمان بیگوود، تنها برای سه نفر از دوازده پادشاه از کمبوجیه تا داریوش سوم، یا فقط برای سه نفر از هشت نفری که در منابع شرکای ازدواجشان محارم هستند، شواهد موثقی دال بر چنین ازدواجی هست و در همهٔ این موارد، احتمال ناتنی بودن این روابط مطرح است.
بسیاری از اتهامات نسبت داده‌شده به کمبوجیه، از جمله زنا با محارم یا کشتن گاو نر مقدس (آپیس)، از منبعی مصری و دشمن کمبوجیه سرچشمه گرفته‌اند و هدف آن‌ها القای جنون و غرور وی بوده است، و نادرست بودن برخی از این اعمال نسبت داده شده، مانند کشتن گاو نر آپیس، ثابت شده است.
در مورد اردشیر دوم، گفته شده که با دو دختر خود ازدواج کرده است. این گزارش نیز از پلوتارک نقل شده و بیشتر به شایعات درباری گرایش دارد تا واقعیت تاریخی. پلوتارک در آثار خود تمایل دارد انحطاط دربار ایران را بزرگ‌نمایی کند و این گزارش نیز در همان راستا قابل تفسیر است.
در دورهٔ اشکانی، شواهدی روشن‌تر از ازدواج با خواهر وجود دارد. مری بویس به سندی به خط یونانی اشاره می‌کند که در آن‌ها از سه زنِ شاه اشکانی با عنوان همسر و خواهر یاد شده است: «در عهد شاهنشاه ارشک … و شهبانوان سیاک، خواهر تنی و همسر وی، و اریه‌زاد مشهور به اَوتُمَه، دختر شاه بزرگ، تیگران، و همسر وی (یعنی ارشک)، و آزاد، خواهر تنی و همسر وی». این سند نشان می‌دهد که اشکانیان احتمالاً رسم خویدوده را در دربار خود به‌جا می‌آورده‌اند. نمونه‌های مشابهی نیز از میان خاندان‌های تابع یا هم‌جوار اشکانیان دیده می‌شود، از جمله هلنا و منوبازوس در ادیابنه، و نیز ازدواج میان اراتو و تیگران چهارم از دودمان آرتاشسی ارمنستان. تیرداد یکم، پادشاه مؤمن ارمنستان، در کتیبه‌اش واقع در گارنی خود را «برادر شهبانو» می‌خواند، که ممکن است اشاره‌ای به چنین ازدواج‌هایی باشد.
در دورهٔ ساسانی، همه زنان برجستهٔ خاندان سلطنتی — از جمله دختران و خواهران پادشاه — عنوان «ملکه» را حمل می‌کردند. ماریا بروسیوس، تاریخ‌نگار معاصر، با بررسی منابع موجود نتیجه می‌گیرد که با تجزیه و تحلیل مدارک نوشتاری مربوط به دوره ساسانیان نمی‌توان ازدواج پادشاهان ساسانی را با محارم خود نتیجه‌گیری کرد.

### در بین مغان
در دوره‌های کهن تاریخ دینی ایران، عنوان «مغ» به طیفی از روحانیان آیین‌های مختلف اطلاق می‌شده است.
به گفتهٔ هاشم رضی، مغان طبقه‌ای روحانی و محدود بودند که اجرای آیین‌های مذهبی را در انحصار داشتند، و این طبقه هم کاهنان آیین‌های کهن پیشازرتشتی را دربرمی‌گرفت.
در متون یونانی، همهٔ روحانیان و کاهنان سرزمین‌های ایران و بین‌النهرین، صرف‌نظر از آیین و مذهبشان، با نام عام «مغ» (با تلفظ یونانی «مگوس»، و در عربی «مجوس») شناخته می‌شدند. این اطلاق گسترده و غیرتمایز، موجب ابهاماتی شده است که گاه نسبت دادن زرتشتی بودن به پادشاهان یا طبقات خاص را با دشواری روبه‌رو کرده است.
در خصوص زرتشتی بودن هخامنشیان مطالب بسیاری نوشته شده است، اما شواهد تاریخی و باستان‌شناختی موجود به‌روشنی آن را تأیید نمی‌کنند. در دوران هخامنشی، «مغانِ مادی» یک کاست مذهبی بسته و متمایز را تشکیل می‌دادند که در پی حفظ انحصار قدرت مذهبی و فکری خود بودند. آنان با توجیهاتی مذهبی، ازدواج با خویشاوندان درجه اول را در میان خود مشروع می‌دانستند، زیرا مایل نبودند افراد بیگانه را به درون کاست خود راه دهند یا در قدرت خود شریک سازند.

### در بین مردم عادی
رواج خویدوده در میان مردم عادی ایران همواره محل مناقشه بوده است.
شواهد موجود حاکی از آن است که چنین ازدواج‌هایی بیشتر در میان نخبگان و طبقات مذهبی یا سلطنتی جریان داشته‌اند، نه در سطح عمومی جامعه.
جوآن ام. بیگوود تأکید می‌کند که هیچ شواهدی از ازدواج با خویشان نزدیک در میان طبقات عادی ایرانِ دوره هخامنشی در دست نیست. تقریباً تمام موارد موجود مربوط به خانواده سلطنتی است. نویسندگان یونانی و رومی، هنگامی که از رسم زناشویی ایرانیان سخن می‌گویند، در واقع به طبقه حاکم و نخبگان اشاره دارند. همچنین هیچ مدرکی وجود ندارد که نشان دهد دین زرتشتی یا آیین دیگری نقشی مستقیم در این نوع ازدواج‌ها داشته است. چنانچه چنین ازدواج‌هایی در میان مردم رایج می‌بود، حتماً در آثار مورخانی مانند هرودوت، گزنفون، افلاطون یا استرابون انعکاس بیشتری می‌یافت. به‌ویژه از آنجا که هرودوت تنها ازدواج کمبوجیه با خواهرش را به‌عنوان موردی غیرعادی گزارش کرده است، می‌توان نتیجه گرفت که خویدوده در دوره هخامنشیان در میان عموم مردم مرسوم نبوده است.
تنها دو استثنای عمده در تاریخ جهان برای ازدواج والدین با فرزندان یا خواهر و برادرهای تنی در میان طبقات عادی جامعه در دوران پس از باستان (حدود ۵۰۰ تا ۱۵۰۰ میلادی) شناخته شده است: ایران زرتشتی و مصر رومی. در منابعی از قرن پنجم پیش از میلاد تا قرون وسطی، ازدواج‌های والدین و فرزندان و خواهر و برادران به نحوی پیوسته به اعضای جامعه دینی زرتشتیان در خاورمیانه نسبت داده می‌شود و بارها در نوشته‌های زرتشتی از چنین ازدواجی تمجید شده است. حمایت از خویدوده در دوران‌هایی که دین زرتشتی تحت فشار یا تهدید بود، شدت می‌گرفت: از جمله در قرن سوم میلادی، همزمان با ظهور آیین مانوی؛ در قرن ششم میلادی، با گسترش مسیحیت؛ و به‌ویژه در قرون هشتم و نهم، زمانی که اسلام به دین غالب در ایران بدل شد و نهادهای زرتشتی از حمایت رسمی محروم گشتند. در چنین شرایطی، خویدوده ابزاری برای حفظ یکپارچگی مالی، اجتماعی و مذهبی جامعه زرتشتی تلقی می‌شد.
مصر تحت سلطه رومیان (از قرن اول پیش از میلاد تا قرن سوم میلادی) تنها جامعه‌ای است که در آن، ازدواج خواهر و برادر تنی به‌طور گسترده و مستند میان مردم عادی و در ساختار تک‌همسری رواج یافت. اگرچه انگیزه‌های این رسم همچنان محل بحث است، داده‌های یافت‌شده اطلاعاتی کم‌نظیر دربارهٔ شیوع این رسم را به دست می‌دهد. برخلاف انتظار، در هیچ‌یک از این دو مورد (ایران زرتشتی و مصر رومی) ضرورتی بر تجربه لذت جنسی در این نوع ازدواج‌ها وجود نداشته است.: ۴۵ 

## شواهد تاریخی

### موارد معین تاریخی
شهبازی ۱۵ سند معین تاریخی برای انجام ازدواج نزدیک در تاریخ ایران باستان را یافته است که به گفته او برخی از آنها در نتیجه سوء تعبیر هستند و صحت تاریخی آنها رد شده است. ازدواج‌های زیر نمونه‌هایی از ازدواج‌هایی هستند که در آن ادعای ازدواج نزدیک مطرح شده است:
1. ازدواج کمبوجیه دوم با آتوسا و یک خواهر بی‌نام
2. داریوش دوم و خواهرش پروشات
3. اردشیر دوم و آماستری و آتوسا
4. اردشیر سوم و آتوسا
5. سی‌سی‌گامبیس و آرشام دوم
6. داریوش سوم و خواهرش استاتیرای دوم
7. فرهاد پنجم و مادرش موزا[۵]
8. اشاره به ازدواج یک شاه اشکانی با دو خواهر خود در چرم‌نبشته اورامان[۲۲]
9. ازدواج ویراف موبد زرتشتی با هفت خواهر خود.[۲۳]
10. اردشیر بابکان و دینگ بابکان
11. شاپور یکم و آذرآناهید
12. یزدگرد دوم و دخترش
13. قباد یکم و سامبیکه
14. بهرام چوبین و گردیه
15. مهران گشنسپ و خواهرش[۵]

### فراوانی متون و نایابی شواهد عینی

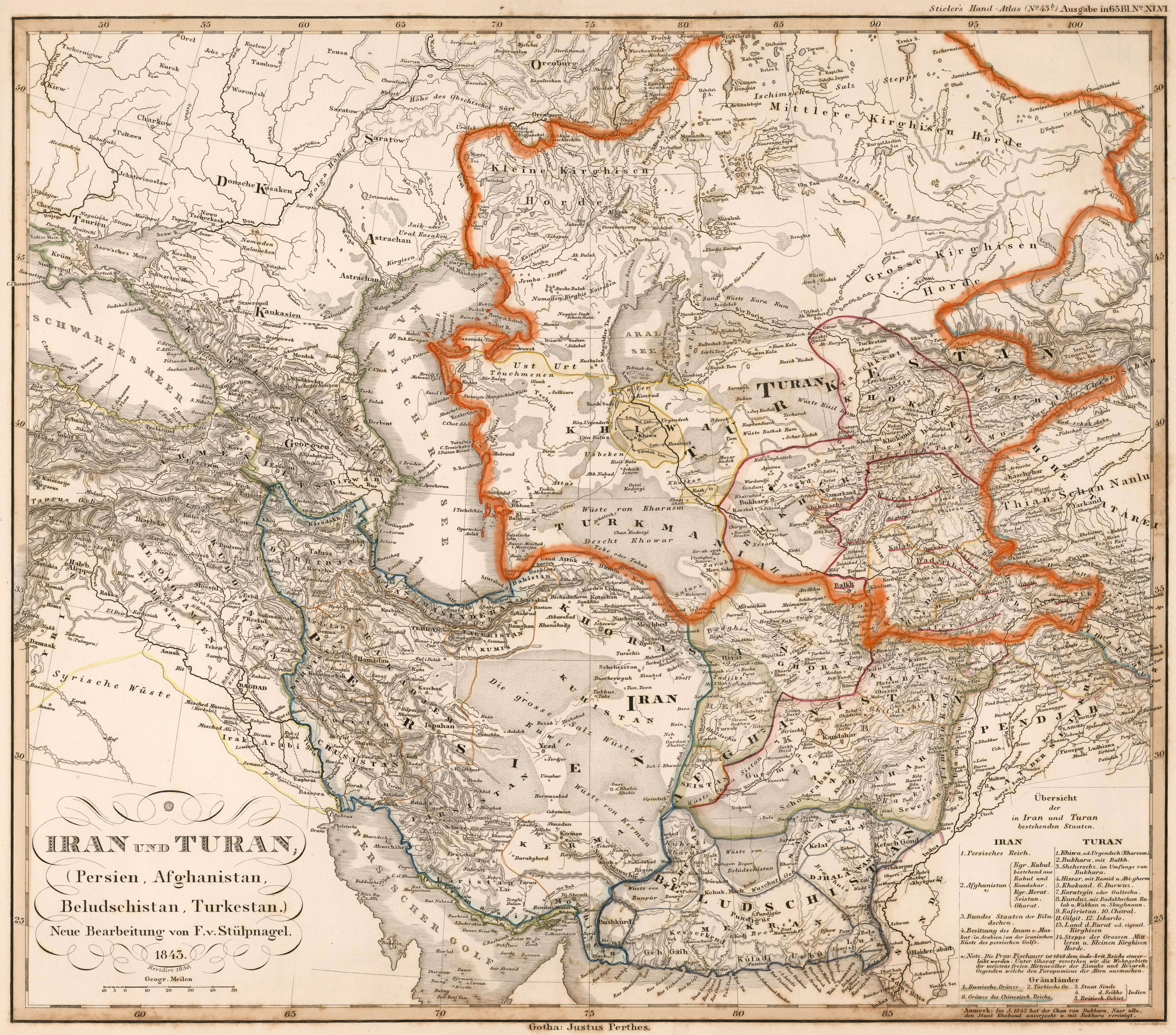
توران طبق افسانه، تقریباً با آنچه امروزه آسیای مرکزی نامیده می‌شود مطابقت دارد. این منطقه در قبل از اسلام یک بار به تصرف شاهنشاهی هخامنشی و دو بار به تصرف شاهنشاهی ساسانی درآمد.

به نوشتهٔ شهبازی، با اینکه شواهد کتبی فراوانی دربارهٔ ازدواج با محارم در ایران وجود دارد، شمار نمونه‌های واقعی چنان اندک است که باید به‌جای تمرکز صرف بر این متون، به‌دنبال انگیزه‌های نویسندگان برای طرح مکرر چنین ادعاهایی بود؛ به‌عبارت‌دیگر، باید دریافت چرا این نسبت‌ها به‌وفور به ایرانیان داده شده، در حالی که در عمل، موارد ثبت‌شدهٔ این‌گونه پیوندها بسیار معدود بوده است.

### گستردگی در سراسر ایران
شاهنشاهی کوشانی در اوایل و میانه‌های سده سوم میلادی تحت فشار نیروهای ساسانی از هم فرو پاشید. بخش‌های غربی آن شامل بلخ (مرکز امپراتوری)، سغد، گنداره و قسمت‌هایی از هند تحت فرمان ساسانیان درآمد. ساسانیان این مناطق را به پادشاهی نیمه مستقلی به نام کوشانشهر و یکی از استان‌های ساسانی بدل کردند. جفری کوتیک در کتاب روابط چین و ایران و چین و عربی در اواخر باستان: چین و اشکانیان، ساسانیان و اعراب در هزاره اول نوشته است که در باختر (بلخ) ازدواج با مادر رسم کهنی بوده است.
کورتیوس، مورخ رومی سدهٔ نخست میلادی، در تاریخ اسکندر مقدونی نقل می‌کند که فرماندار سغد (در ازبکستان کنونی) سیسیمیترس از مادر خود دو پسر داشته است؛ چرا که در میان این مردم چنین ازدواجی جایز بود. او به‌طور دقیق مشخص نکرده است که منظورش از «این مردم» چه کسانی است. هه‌چو، راهب بودایی کره‌ای در سدهٔ هشتم میلادی، در کتاب سفر به پنج پادشاهی هند نوشته است: «یکی از رسوم بد در کشورهای قبایل عموماً کوچ‌نشین غیرچینی ازدواج با محارم است.» او می‌افزاید: «در آنگوئو (نام چینی سغد، و به‌طور اخص بخارا) به یک راهب (بدون ذکر تعلق دینی) برخوردیم که خواهر و مادرش را به همسری گرفته بود.»
در کتاب تاریخ سوئی از بخارا به عنوان آنگوئو یاد شده است. به نظر می‌رسد که این تنها متن چینی است که به‌طور مشخص به رابطهٔ محارمی میان مادر و پسر در بخارا اشاره می‌کند.

### مسیحی

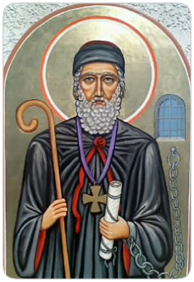
پدرسالار مار آبا